# Йордан, Паскуаль
Эрнст Паскуаль Йордан (нем. Ernst Pascual Jordan; 18 октября 1902, Ганновер — 31 июля 1980, Гамбург) — немецкий физик и математик.
Учился в Ганноверском техническом университете и Гёттингенском университете. Работал вместе с Максом Борном и Вернером Гейзенбергом над проблемами квантовой механики и теории поля и внёс в них значительный вклад.
С 1933 г. Йордан был членом НСДАП и участником штурмовых отрядов. В середине 1930-х гг. Йордан переключился на проблемы, связанные с военными приложениями науки, и работал в ракетном центре в Пенемюнде.
После Второй мировой войны благодаря заступничеству Вольфганга Паули Йордан довольно быстро вернулся к полноценной научной деятельности, а также занимался политикой и был в 1957—1961 гг. депутатом бундестага от Христианско-демократического союза. В 1957 году Йордан поддержал идею вооружения Бундесвера тактическим ядерным оружием, в то время как группа «Гёттинген 18», в которую входили Макс Борн, Вернер Гейзенберг, Вольфганг Паули и другие известные физики, выступила с протестом против этого решения.
С именем Йордана связана так называемая йорданова алгебра. Такие алгебры понадобились для аксиоматизации основ квантовой механики, а затем нашли применение в алгебре, анализе и геометрии.